# لاري رايلي
لاري رايلي (بالإنجليزية: Larry Riley)‏ هو مغني وملحن وممثل أمريكي، ولد في 20 يونيو 1953 في الولايات المتحدة، وتوفي في 6 يونيو 1992 ببربانك في الولايات المتحدة.

## أعمال

### أفلام
- (1984) قصة جندي

## وصلات خارجية
- لاري رايلي على موقع IMDb (الإنجليزية)
- لاري رايلي على موقع ألو سيني (الفرنسية)
- لاري رايلي على موقع أول موفي (الإنجليزية)
- لاري رايلي على موقع قاعدة بيانات برودواي على الإنترنت (الإنجليزية)
- لاري رايلي على موقع قاعدة بيانات الأفلام السويدية (السويدية)
- لاري رايلي على موقع قاعدة بيانات الفيلم (الإنجليزية)
- لاري رايلي على موقع كينوبويسك (الروسية)